# Rød dråbeastild
Rød dråbeastild (latin: Hypargos niveoguttatus) er en spurvefugl, der lever i det sydlige Afrika.